# Stipan Blažetin
Stipan Blažetin (u mađ. dokumentima Blazsetin István) (Santovo, 24. listopada 1941. – Pečuh, 24. ožujka 2001.) je bio hrvatski književnik, kulturni djelatnik i pedagoški pisac iz Mađarske, a po nekim autorima je obrađivan i kao dio književnosti Hrvata iz Vojvodine. Pisao je pjesme, romane i djela za djecu te je sakupljao usmenu baštinu pomurskih Hrvata.

## Osnovne informacije
Živio je i radio u mađarskom selu Serdahelu.
Bio je članom Društva hrvatskih književnika. 
Kao prosvjetni djelatnik je značajan kao autor radne bilježnice, zvučne čitanke i metodičkog priručnika.
Jednim je od značajnijih pisaca dječje poezije na hrvatskom jeziku iz Mađarske, uz Marka Dekića i Mate Šinkovića.
Otac je hrvatskog pjesnika iz Mađarske Stjepana Blažetina. Ni on ni njegov sin nisu smjeli dobiti dobiti hrvatsko ime kad su se rodili, jer je bilo dopušteno samo mađarsko, pa su obojica u dokumentima "István".

## Djela
- Srce na dlanu, pjesme, 1981.
- Bodoljaši, dječji roman, 1986.
- Tralala, tralala, propjevala svirala, pjesme za djecu, 1990.
- Korenje, drame, 1998.
- Suncu u oči, 1999.
- Na istom kolosijeku, izabrane pjesme, 2011.
- Lirske narodne pjesme pomurskih Hrvata u Totszerdahelyju, Kajkavsko-čakavsko razmeđe, Kajkavski zbornik. Izlaganja na znanstvenim skupovima u Zlataru 1970-1974., Narodno sveučilište “Ivan Goran Kovačić”, Zlatar, 1974., str. 117. – 123[4]

Neke pjesme su mu ušle u antologiju hrvatske poezije u Mađarskoj 1945. – 2000. urednika Stjepana Blažetina Rasuto biserje.
Svojim djelima je ušao u antologiju Pjesništvo Hrvata u Mađarskoj = Poemaro de kroatoj en Hungario, urednika Đure Vidmarovića, Marije Belošević i Mije Karagića.

## Nagrade
- počasni naziv "Odlični prosvjetni djelatnik"

## Vanjske poveznice i izvori
- Hrvatski glasnik  Arhivirana inačica izvorne stranice od 21. srpnja 2011. (Wayback Machine) (.pdf datoteka)
- Oktatási és Kulturális Minisztérium  Arhivirana inačica izvorne stranice od 1. lipnja 2010. (Wayback Machine) Okvirni program hrv. jezika i književnosti za dvojezične škole - Književna baština Hrvata u Mađarskoj
- Hrvatska književnost u Mađarskoj[neaktivna poveznica]
- Književni krug Reči Rieč, poezija, proza, književnost  Arhivirana inačica izvorne stranice od 15. veljače 2009. (Wayback Machine) Stipan Blažetin
- Đuro Vidmarović: Stipan Blažetin - Pjesnik i branitelj hrvatskoga jezika. Hrvatski pjesnik iz Mađarske koji je gradio mostove i branio materinji jezik, Hrvatsko kulturno vijeće, 11. listopada 2011.